# Cineto Romano
Cineto Romano és un comune (municipi) de la ciutat metropolitana de Roma, a la regió italiana del Laci, situat uns 40 km al nord-est de Roma. Es deia Scarpe fins a l'any 1882. L'1 de gener de 2018 tenia 586 habitants.
Cineto Romano limita amb els municipis de Mandela, Percile, Riofreddo, Roviano i Vallinfreda.
Va ser un feu dels Orsini al segle xi, després dels Borghese.

## Llocs d'interès
Els principals llocs d'interès són:
- Castell senyorial (segle xi).
- Església de San Giovanni Battista (segle xiii).